# Ungarische Badminton-Mannschaftsmeisterschaft 1963
Die Ungarische Badminton-Mannschaftsmeisterschaft 1963 war die dritte Auflage dieser Veranstaltung. Es wurde ein Wettbewerb für Herrenmannschaften ausgetragen. Meister wurde das Team von Bírósági és Ügyészségi KSE.

## Endstand
| Platz | Mannschaft                                                                            |
| ----- | ------------------------------------------------------------------------------------- |
| 1.    | Bírósági és Ügyészségi KSE (Pál Rázsó, György Rázsó, Zsigmond Kaszap, József Beréndi) |
| 2.    | XV. ker. Tanács SK                                                                    |
| 3.    | ÉVITERV SC                                                                            |
| 4.    | HM Petőfi                                                                             |
| 5.    | XIII. ker. Tanács SK                                                                  |
| 6.    | Fővárosi Tanács                                                                       |